# Ulrich Schulz (Immunologe)

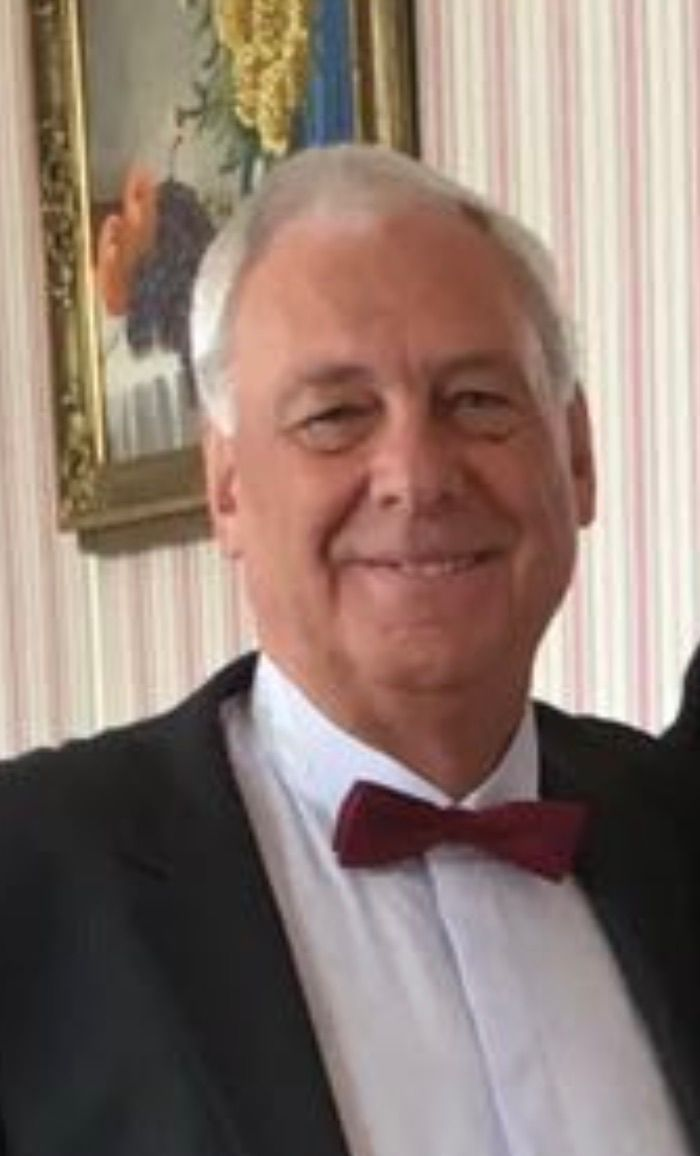
Ulrich Schulz (2015)

Ulrich Werner Ernst Schulz (* 12. Juli 1942 in Wangerin, Pommern) ist ein deutscher Physiker und Immunologe. Von 1978 bis 2003 war er Wissenschaftler am Institut für Immunologie der Universität Rostock. Er war einer der führenden Immunologen der DDR.

## Leben
Ulrich Schulz absolvierte ein Studium der Physik (Spezialfach: Röntgenphysik) an der Universität Rostock, das er 1967 mit dem Diplom abschloss. Von 1968 bis 1971 arbeitete er im Direktorat Forschung und Entwicklung (Forschungszentrum) im VEB Volkswerft Stralsund. Forschungsprojekte waren die Schallschutzprojektierung und die Auswirkungen von Schall und Schwingungen auf den Menschen.
Von 1971 bis 1978 war er Physiker in der Radiologischen Klinik des Medizinischen Zentrums Stralsund und erwarb in dieser Zeit den staatlichen Befähigungsnachweis für Strahlenschutzbeauftragte beim Staatlichen Amt für Atomsicherheit und Strahlenschutz der DDR in Berlin. Es folgte eine wissenschaftliche Arbeit mit dem Titel Röntgenologische Methoden der Kreislaufanalyse-Bestimmung der Strömungsgeschwindigkeit in den Nieren mit Hilfe der Densitometrie aus dem Röntgenbild.
Im Jahr 1978 begann er eine wissenschaftliche Mitarbeit in der Forschungsgruppe Neuro-Tumorimmunologie im Fachbereich Medizin der Universität Rostock. Ab 1982 war er Fachphysiker der Medizin am Institut für Immunologie der Universität Rostock. Im Jahr 1986 erhielt er den Rudolf-Virchow-Preis für Leistungen auf dem Gebiet der Durchflusszytometrie. 1988 folgte die Promotion mit dem Thema Die Entwicklung und Testung eines Durchflußzytometers und erste Messungen in der Immunologie.
Von 1990 bis zu seinem Ruhestand im Jahr 2003 war er Leiter des Biophysikalischen Labors der Immunologie der Universität Rostock und bildete die Medizinstudenten im Fachgebiet der Immunologie aus.
Schulz war 1990 Gründungsmitglied der Deutschen Gesellschaft für Zytometrie.

## Forschungsschwerpunkte
Ein Forschungsschwerpunkt war die Charakterisierung von Leukozyten mit Hilfe der selbst mit dem Durchflusszytometer und Fluoreszenzmikroskops hergestellten monoklonalen Antikörpern. 
Das Hauptforschungsthema trug den Titel „Physiologie und Pathophysiologie der Eosinophilenfunktion; Charakterisierung mit Hilfe von Oberflächen- und Aktivierungsmarkern (monoklonale Antikörper)“.
Gemeinsame Forschungsprojekte erfolgten mit Hans-Dieter Flad und Martin Ernst (Forschungszentrum Borstel),  Günter Valet (Max-Planck-Institut München, Campus Martinsried) sowie Uwe Schauer (Zentrum für Kinderheilkunde der Universität Marburg).

## Patente und Entwicklungsarbeiten
- mit G. Schult: Messeinrichtung für die Durchflußzytometrie; WPG 01N/1895831
- mit Gedan Lerche: Verfahren zur Herstellung von monodispersen Latices (Eichpartikel für Durchflußzytometer)
- Entwicklung und Erstellung eines Durchflußzytometer
- mit M. Seifert, G. Börner, H. Bruch: Umgekehrtes Fluoreszenzmikroskop
- Ulrich Schulz und Mitarbeiter: Vierkanalanalysator auf der Basis des Mikrorechnersystems K 1520
- mit H. Walzer, G. Schuldt: Abtasteinrichtung am umgekehrten Mikroskop Metaval
- mit G. Schuldt: Meßkammer für das Durchflußzytometer
- Messeinrichtung zur Messung zweier Streulichtparameter
- mit G. Börner: Zweifarbenfluoreszenz und simultane Messung zweier Fluoreszenzen